# 情花
情花是金庸小說《神鵰俠侶》中虛構的一種奇毒植物，源自天竺，只於絕情谷生長。

## 特性
- 情花的花瓣嬌艷無比，似芙蓉而更香，如山茶而增艷，入口香甜，芳甘似蜜，更微有醺醺然的酒氣，後來有一股苦澀的味道。
- 情花結的果實或青或紅，生著茸茸細毛，醜如毛蟲一般，啖之酸臭辣苦多而甜少；也有甜而好吃的，但是外表看不出來，只有親口試過才能知曉。
- 情花的莖上長遍小刺，被刺到者，心中一動情便會劇痛。中毒輕者可自癒；但中毒深者會在情花毒遍佈全身後死亡。
- 神雕俠侶內著若思念心上人情花毒發作後，便會加速情花毒在體內散播。

## 解藥
情花毒的解毒方法不多，故事中只出現過兩種解藥。
- 絕情丹：以絕情谷的祖傳配方合多種珍貴藥材製成。成方塊狀，氣味腥臭，本來有大量以供谷中人使用，但因谷主夫人裘千尺妒恨丈夫公孫止移情別戀而盡數毀於砒霜水中，只餘三顆。
- 斷腸草：情花叢畔生的另一種植物，成深紫色，氣味腥臭，同樣有劇毒。以毒攻毒，恰好就是情花的剋星[1]。

## 滅種
絕情谷一役後，楊過等人怕此花種流出谷外，為禍人間，故將情花全部根絕，自此不再存於世間。